# Приватни сектор
У економији, приватни сектор је део привреде којим руководе приватни појединци или групе, обично као начин да се дође до профита, а који није под контролом државе. Насупрот томе, предузећа која су део државе припадају јавном сектору, док се приватне непрофитне организације сматрају делом волонтерског сектора.

## Правни статус
Главни типови пословања у приватном сектору су:
- Самостални трговац;
- Партнерство, било са ограниченом или неограниченом одговорношћу;
- Друштво са ограниченом одговорношћу или ДОО, са сопственим акцијама;
- Акционарско друштво - акције предузећа су отворене за јавност. Два примера за то су:
  - Франшиза - власник предузећа плаћа неку корпорацију да послује предузећем;
  - Радничка задруга - сви радници имају једнаку плату и заједнички доносе пословне одлуке.

У земљама где је приватни сектор регулисан (од стране државе) или чак забрањен, неке врсте приватног пословања настављају да делују у оквиру њих.
Приватни сектор се фокусира на потребе акционара.

## Запослење
Приватни сектор запошљава већину радне снаге у појединим земљама. Међутим, у неким земљама као што је Народна Република Кина, јавни сектор је тај који запошљава највише радника.

## Статистичке организације
- Статистичко одељење Уједињених нација
- УНЕСКО институт за статистику  Архивирано на веб-сајту  (29. септембар 2019)
- ОЕЦД одељење за статистику
- Међународна асоцијација за званичну статистику (ИАОС) , одељење Међународног статистичког института